# MÁV-Baureihe Cmot VIIIc
Die dreiachsigen Dampftriebwagen der MÁV-Baureihe Cmot VIIIc wurden 1904 bei Rába in Győr hergestellt und dienten als Triebwagen auf den zahlreichen Lokalbahnen der MÁV.

## Geschichte
Diese Fahrzeuge entstanden ein Jahr nach dem Erscheinen des Versuchstriebwagens BCmot 03050. Es wurden insgesamt 13 Fahrzeuge gebaut, die die doppelte Leistung als der Versuchstriebwagen hatten. Deshalb hatte sich die Masse des Fahrzeuges wesentlich vergrößert. Die Fahrzeuge mussten, um die erforderliche Achslast nicht zu überschreiten, dreiachsig ausgeführt werden.
Beheimatet waren sechs Fahrzeuge in Budapest Nyugati pályaudvar, vier in Esztergom und die restlichen in Ózd.
Die Betriebsergebnisse waren nicht zufriedenstellend, besonders der Verbrauch an Kraftstoffen wurde bemängelt.

## Technische Merkmale
Der Wagenkasten entsprach dem Standard der damals gültigen Grundsätzen des Personenwagenbaues. Im vorderen eingezogenen Raum war die Dampfmaschine gelagert.
Das Fahrzeug besaß einen von Stoltz aus Berlin gefertigten Rohrplattenkessel und eine Dampfmaschine. Bei diesem Systems war der Kessel stehend angeordnet und besaß zur Dampferzeugung keine Rohre, sondern Rohrplatten. Diese waren im Kessel zu einer großflächigen Verdampfereinheit angeordnet. Zwischen jeweils zwei Rohrplatten lagen die schlangenförmig gewundenen Überhitzerrohre, dadurch wurde der Dampf auf 400 °C überhitzt und über den Dampfverteiler zu den Zylindern geleitet. Das Speisewasser wurde durch einen im Rauchabzug liegenden Vorwärmer geleitet und der am unteren Ende der Rohrplatten liegenden Wasserkammer zugeführt, von dort wurde es gleichmäßig in die Rohrplatten verteilt. Der Dampfdruck war auf einem Wert von 50 bar ausgelegt. Die Dampfkessel der Bauart Stoltz waren für Koksfeuerung mit Kipprost ausgelegt. Für eine zusätzliche Belüftung sorgte neben dem Bläser ein von der Dampfmaschine angetriebenes Gebläse.
Die Zweizylinder-Dampfmaschine war als Verbundmaschine gefertigt worden. Sie war ähnlich wie ein Tatzlager-Antrieb auf einer Seite mit der Treibachse verbunden und auf der anderen Seite federnd am Fahrzeugrahmen gelagert. Dadurch konnte sie den Bewegungen der als Vereinslenkachse ausgeführten Antriebsachse folgen. Die Dampfmaschine war staubdicht abgekapselt und in Öl schwimmend ausgeführt. Zum Anfahren besaß sie eine Einrichtung, wodurch die Verbundmaschine über ein Ventil auf Zwillingswirkung umgeschaltet werden konnte. Gesteuert wurde die Dampfmaschine über eine Ventilsteuerung, womit sie sich von der Bauart De Dion-Bouton, die ebenfalls nach diesem Antriebssystem ausgeführt war, unterschied.